# Antonín Kudrna
Antonín Kudrna (23. srpna 1899 – ) byl český meziválečný fotbalista, záložník.

## Fotbalová kariéra
V československé lize hrál v letech 1925-1927 za Nuselský SK. Nastoupil ve 30 ligových utkáních.

## Ligová bilance
| Ročník                                       | Zápasy | Góly | Klub        |
| -------------------------------------------- | ------ | ---- | ----------- |
| Asociační liga 1925                          | 8      | 0    | Nuselský SK |
| Středočeská 1. liga 1925/1926                | 19     | 0    | Nuselský SK |
| Kvalifikační soutěž Středočeské 1. ligy 1927 | 3      | 0    | Nuselský SK |
| CELKEM                                       | 30     | 0    |             |